# Władysław Polakowski
Władysław Polakowski (ur. 2 czerwca 1893 w Drohobyczu, zm. 16–19 kwietnia 1940 w Katyniu) – kapitan piechoty rezerwy Wojska Polskiego, kawaler Orderu Virtuti Militari, ofiara zbrodni katyńskiej.

## Życiorys
Syn Stanisława i Pauliny z Mrozów czy raczej Morozów. W 1908, jako uczeń V klasy gimnazjum, wstąpił do Związku Walki Czynnej. W 1912 ukończył VIII klasę w C. K. Gimnazjum im. Franciszka Józefa w Drohobyczu bez zdania matury. W 1912 został organizatorem i komendantem Polskiej Drużyny Strzeleckiej. W tym samym roku rozpoczął studia w Akademii Rolniczej w Dublanach. W lipcu 1914, w szeregach drużyny strzeleckiej, pomaszerował z Dublan do Lwowa, gdzie wstąpił do Legionu Wschodniego. Po rozwiązaniu Legionu został aresztowany i wcielony do cesarsko-królewskiej Obrony Krajowej. Na stopień podporucznika został mianowany ze starszeństwem z 1 sierpnia 1916. Jego oddziałem macierzystym był Pułk Strzelców Nr 21.
Od 1 stycznia 1917 w Legionach Polskich, gdzie dowodził kompanią w 5 pułku piechoty LP, a następnie dowódca 1 i 6 kompanii w 4 pułku piechoty LP. Po kryzysie przysięgowym został odwołany z Legionów i wysłany na front włoski. Od 1918 dowodził POW w Drohobyczu. Od listopada 1918 w szeregach odrodzonego Wojska Polskiego, został przydzielony do 5 pułku piechoty, z którym walczył podczas wojny polsko-ukraińskiej. Od 25 listopada 1918 w 2 pułku strzelców lwowskich. 7 lipca 1919 został formalnie przyjęty do Wojska Polskiego z zatwierdzeniem posiadanego stopnia porucznika ze starszeństwem od dnia 1 listopada 1918 i zaliczony do I Rezerwy armii. 15 sierpnia tego roku został przeniesiony do 4 pułku piechoty, z którym walczył podczas wojny polsko-bolszewickiej. Od czerwca 1920 w składzie 11 pułku piechoty, a następnie w 26 pułku piechoty.
Za walki pod Przemyślem i udział w odsieczy Lwowa, 10 sierpnia 1922 został odznaczony orderem „Virtuti Militari" V klasy, a wniosek nr 1463 o odznaczenie z listopada 1920, podpisał płk Czesław Mączyński, w tym czasie naczelny komendant obrony Lwowa.
6 czerwca 1923 został przeniesiony do rezerwy. Ćwiczenia rezerwy odbywał w 70 i 71 pułku piechoty. W 1934 pozostawał w ewidencji Powiatowej Komendy Uzupełnień Toruń. Posiadał wówczas przydział w rezerwie do 63 pułku piechoty w Toruniu. Na stopień kapitana został mianowany ze starszeństwem z 19 marca 1939 i 34. lokatą w korpusie oficerów rezerwy piechoty.
W 1923 ukończył studia na Wydziale Rolniczo-Leśnym Politechniki Lwowskiej i otrzymał dyplom Inżyniera agronoma. Pracował jako urzędnik państwowy w Toruniu, a następnie w Urzędzie Wojewódzkim w Poznaniu, Łodzi i Kielcach. Zamieszkał w Toruniu, gdzie jako inżynier rolnik, pracował na stanowisku inspektora organizacji gospodarstwa.
W kampanii wrześniowej 1939 został zmobilizowany, walczył na froncie. Po agresji ZSRR na Polskę z 17 września 1939, w nieznanych okolicznościach dostał się niewoli sowieckiej i został osadzony w obozie jenieckim w Kozielsku, skąd wysyłał listy do rodziny, m.in. 29 listopada 1939. Między 15 a 17 kwietnia 1940 został przekazany do dyspozycji naczelnika Zarządu NKWD Obwodu Smoleńskiego – lista wywózkowa  032/1 z 14 kwietnia 1940, pozycja 37. Między 16 a 19 kwietnia 1940 został zamordowany w Katyniu przez funkcjonariuszy Obwodowego Zarządu NKWD w Smoleńsku oraz pracowników NKWD przybyłych z Moskwy na mocy decyzji Biura Politycznego KC WKP(b) z 5 marca 1940. Ofiary tej zbrodni grzebano w bezimiennych mogiłach zbiorowych, gdzie od 28 lipca 2000 mieści się oficjalnie Polski Cmentarz Wojenny w Katyniu. W miejscu tym prowadzone były ekshumacje i prace archeologiczne. W 1943 jego ciało zostało zidentyfikowane w toku ekshumacji nadzorowanych przez Niemców pod numerem 3263 – dosłownie opisany jako Polakowski Wladyslaw (raport dzienny z 26 maja 1943). Przy jego szczątkach znaleziono: pismo Komendy Garnizonowej w Krasnymstawie, kartę pocztową, list pisany w Kozielsku, list, fotografię, krzyż Virtuti Militari oraz medalik. Figuruje na liście Komisji Technicznej PCK pod numerem 03263.
Władysław Polakowski był żonaty z Mieczysławą z domu Dąbrowską, miał synów Witolda (ur. 1928) i Zbigniewa (ur. 1930). 
5 października 2007 minister obrony narodowej Aleksander Szczygło mianował go pośmiertnie na stopień majora. Awans został ogłoszony 9 listopada 2007 w Warszawie, w trakcie uroczystości „Katyń Pamiętamy – Uczcijmy Pamięć Bohaterów”.

## Ordery i odznaczenia
- Krzyż Srebrny Orderu Wojskowego Virtuti Militari nr 5761 – 10 sierpnia 1922[27][1][10]
- Krzyż Walecznych nr 32318[1][2][10]
- Medal Niepodległości – 16 marca 1937[28]
- Medal Pamiątkowy za Wojnę 1918–1921[10]
- Medal Dziesięciolecia Odzyskanej Niepodległości[10]

## Upamiętnienie
W kościele garnizonowym w Warszawie, w kaplicy zwanej Katyńską, m.in. znajduje się tabliczka z jego nazwiskiem.